# Лак-де-ла-От-Сюр
Лак-де-ла-От-Сюр (люкс. Lac de la Haute-Sûre, фр. Lac de la Haute-Sûre) — коммуна в Люксембурге, располагается в округе Дикирх. Коммуна Лак-де-ла-От-Сюр является частью кантона Вильц. В коммуне находится одноимённый населённый пункт.
Население составляет 1530 человек (на 2008 год), в коммуне располагаются 671 домашних хозяйств. Занимает площадь 48,50 км² (по занимаемой площади 6 место из 116 коммун). Наивысшая точка коммуны над уровнем моря составляет 537 м. (8 место из 116 коммун), наименьшая 284 м. (95 место из 116 коммун).

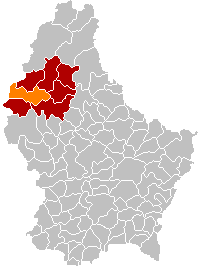
Оранжевый цвет - коммуна Лак-де-ла-От-Сюр, красный - кантон Вильц.